# رياض أبو كركي
رياض جميل مشحن أبو كركي المحاميد هو سياسي وعسكري أردني متقاعد برتبة لواء ركن وعين سابق شغل عدة مناصب منها وزير التنمية الإجتماعية مرتين في الأعوام 1994و2003 كما شغل منصب وزير الشؤون السياسية والبرلمانية في العام 2011 ومنصب مساعد رئيس هيئة الاركان للادارة ومنصب مساعد رئيس هيئة الاركان للعمليات ورئيس الديوان الملكي الأردني وعضو في مجلس أمناء جامعة مؤتة، درس في جامعة مؤتة في محافظة الكرك ماجستير علوم إدارية وماجستير علوم عسكرية.

## المؤهل العلمي
- ماجستير علوم إدارية
- ماجستير علوم عسكرية

## المناصب التي شغلها
- قائد المنطقة العسكرية الشرقية
- رئيس الديوان الملكي الهاشمي
- مساعد رئيس هيئة الاركان للإدارة
- مساعد رئيس هيئة الاركان للعمليات
- عضو مجلس امناء جامعة مؤته
- عضو مجلس الاعيان الحادي والعشرين 2005-2007

## المناصب الوزارية
- وزير التنمية الاجتماعية 2003-2005
- وزير الشؤون البرلمانية 2011

## الأوسمة
- وسام الاستقلال
- وسام الاستحقاق
- وسام الكوكب
- وسام النهضة